# Lê Tương Dực
 (octobre 2018).
Si vous disposez d'ouvrages ou d'articles de référence ou si vous connaissez des sites web de qualité traitant du thème abordé ici, merci de compléter l'article en donnant les références utiles à sa vérifiabilité et en les liant à la section « Notes et références ».
Lê Tương Dực (25 juin 1495 - 7 avril 1516), né sous le nom Lê Oanh ou Lê Trừu, est le neuvième empereur du Đại Việt (ancêtre du Viêt Nam) de la dynastie Lê. Il règne de 1509 à 1516.